# Caso situativo
El caso situativo es un caso adverbial presente en finés. Utilizado para describir la relación espacial entre dos elementos comparados, se obtiene posponiendo las partículas -kkain o -kkäin a un número limitado de adverbios. No existe una forma plural.
Ejemplo
- sisäkkäin = uno dentro del otro
- vastakkain = unos contra otros